# Volleyball Champions League 2014/15 (Männer)
| CEV Champions League 2014/15 | CEV Champions League 2014/15 |
| ---------------------------- | ---------------------------- |
| Sportart                     | Volleyball                   |
| Veranstalter                 | CEV                          |
| Teilnehmer                   | 28 Mannschaften              |
| Beginn                       | 5. November 2014             |
| Final Four                   |                              |
| Austragungsort               | Max-Schmeling-Halle          |
| Finale                       | 29. März 2015                |
| Meister                      | Zenit-Kasan                  |
| Final-Four-MVP               | Wilfredo León                |
| Chronik                      |                              |
| ← CL 2013/14                 | CL 2015/16 →                 |
| CEV-Pokal                    | Challenge Cup                |
| 2014/15                      | 2014/15                      |

Die Saison 2014/15 der Volleyball Champions League war die 56. Austragung des höchstdotierten europäischen Wettbewerbs für Vereinsmannschaften der Männer. Sie begann am 5. November 2014 und endete am 29. März 2015 mit dem Titelgewinn des Zenit-Kasan.

## Modus
In der Gruppenphase gab es sieben Gruppen mit jeweils vier Mannschaften. Jedes Team trat zuhause und auswärts gegen jeden der drei Kontrahenten an. Für einen 3:0- oder 3:1-Sieg gab es drei, für einen 3:2-Sieg zwei und für eine 2:3-Niederlage einen Punkt. Die Gruppensieger und die besten Gruppenzweiten qualifizierten sich für die Play-offs. Dort ermittelten sie in zwei Runden jeweils mit Heim- und Auswärtsspiel drei Teilnehmer für das Final Four. Der Gastgeber des Final Four war als vierter Teilnehmer nach der Gruppenphase direkt qualifiziert. Die besten nicht für die Playoffs qualifizieren Mannschaften spielten im CEV-Pokal weiter.

## Teilnehmende Vereine
| Belgien - Precura Antwerpen - Noliko Maaseik - Knack Roeselare Bulgarien - Marek Union-Ivkoni Dupniza Deutschland - Berlin Recycling Volleys - VfB Friedrichshafen Frankreich - Paris Volley - Tours VB | Griechenland - Olympiakos Piräus Italien - Copra Piacenca - Sir Safety Perugia - Lube Macerata Montenegro - Budvanska Rivijera Österreich - Hypo Tirol Innsbruck - SK Posojilnica Aich/Dob | Polen - Jastrzębski Węgiel - Resovia Rzeszów - Skra Bełchatów Rumänien - Tomis Constanța Russland - Belogorie Belgorod - Lokomotiv Nowosibirsk - Zenit-Kasan Schweiz - Pallavolo Lugano | Slowenien - Volley Ljubljana Spanien - CAI Teruel Tschechien - Jihostroj České Budějovice Türkei - Halkbank Ankara - Fenerbahçe Istanbul |

## Gruppenphase
| Gruppen und Ergebnisse |              |                            |       |             |       |        |             |                 |           |           |
| Gruppe A               |              |                            |       |             |       |        |             |                 |           |           |
| #                      | Team         | Team                       | Siege | Niederlagen | Sätze | Punkte | Constanța   | Piacenza        | Roeselare | Lugano    |
| 1                      | Rumänien     | Tomis Constanța            | 5     | 1           | 17:9  | 14     | --          | 2–3             | 3–1       | 3–0       |
| 2                      | Italien      | Pallavolo Piacenza         | 4     | 2           | 16:12 | 12     | 2–3         | --              | 3–1       | 3–1       |
| 3                      | Belgien      | Knack Roeselare            | 3     | 3           | 13:13 | 9      | 2–3         | 3–2             | --        | 3–1       |
| 4                      | Schweiz      | Pallavolo Lugano           | 0     | 6           | 6:18  | 1      | 1–3         | 2–3             | 1–3       | --        |
| Gruppe B               |              |                            |       |             |       |        |             |                 |           |           |
| #                      | Team         | Team                       | Siege | Niederlagen | Sätze | Punkte | Nowosibirsk | Jastrzębski     | Teruel    | Dupniza   |
| 1                      | Russland     | Lokomotiv Nowosibirsk      | 5     | 1           | 15:6  | 15     | --          | 3–0             | 3–1       | 3–0       |
| 2                      | Polen        | Jastrzębski Węgiel         | 4     | 2           | 13:8  | 11     | 1–3         | --              | 3–0       | 3–0       |
| 3                      | Spanien      | CAI Teruel                 | 2     | 4           | 9:12  | 7      | 3–0         | 0–3             | --        | 2–3       |
| 4                      | Bulgarien    | Marek Union-Ivkoni Dupniza | 1     | 5           | 6:17  | 3      | 1–3         | 2–3             | 0–3       | --        |
| Gruppe C               |              |                            |       |             |       |        |             |                 |           |           |
| #                      | Team         | Team                       | Siege | Niederlagen | Sätze | Punkte | Rzeszów     | Berlin          | Budva     | Ljubljana |
| 1                      | Polen        | Resovia Rzeszów            | 5     | 1           | 15:5  | 14     | --          | 0–3             | 3–0       | 3–0       |
| 2                      | Deutschland  | Berlin Recycling Volleys   | 4     | 2           | 16:7  | 14     | 2–3         | --              | 3–0       | 3–1       |
| 3                      | Montenegro   | Budvanska Rivijera         | 2     | 4           | 7:15  | 5      | 0–3         | 3–2             | --        | 3–1       |
| 4                      | Slowenien    | Volley Ljubljana           | 1     | 5           | 5:16  | 3      | 0–3         | 0–3             | 3–1       | --        |
| Gruppe D               |              |                            |       |             |       |        |             |                 |           |           |
| #                      | Team         | Team                       | Siege | Niederlagen | Sätze | Punkte | Kasan       | Friedrichshafen | Bleiburg  | Piräus    |
| 1                      | Russland     | Zenit-Kasan                | 6     | 0           | 18:0  | 18     | --          | 3–0             | 3–0       | 3–0       |
| 2                      | Deutschland  | VfB Friedrichshafen        | 3     | 3           | 11:9  | 10     | 0–3         | --              | 2–3       | 3–0       |
| 3                      | Osterreich   | SK Posojilnica Aich/Dob    | 2     | 4           | 7:15  | 5      | 0–3         | 0–3             | --        | 1–3       |
| 4                      | Griechenland | Olympiakos Piräus          | 1     | 5           | 4:16  | 3      | 0–3         | 0–3             | 1–3       | --        |
| Gruppe E               |              |                            |       |             |       |        |             |                 |           |           |
| #                      | Team         | Team                       | Siege | Niederlagen | Sätze | Punkte | Belgorod    | Macerata        | Istanbul  | Paris     |
| 1                      | Russland     | Belogorie Belgorod         | 5     | 1           | 16:5  | 15     | --          | 3–0             | 3–1       | 3–0       |
| 2                      | Italien      | Lube Macerata              | 3     | 3           | 12:10 | 10     | 1–3         | --              | 3–0       | 3–0       |
| 3                      | Turkei       | Fenerbahçe Istanbul        | 3     | 3           | 11:14 | 7      | 3–1         | 3–2             | --        | 3–2       |
| 4                      | Frankreich   | Paris Volley               | 1     | 5           | 6:16  | 4      | 0–3         | 1–3             | 3–1       | --        |
| Gruppe F               |              |                            |       |             |       |        |             |                 |           |           |
| #                      | Team         | Team                       | Siege | Niederlagen | Sätze | Punkte | Bełchatów   | Antwerpen       | Innsbruck | Budweis   |
| 1                      | Polen        | Skra Bełchatów             | 6     | 0           | 18:2  | 18     | --          | 3–0             | 3–0       | 3–0       |
| 2                      | Belgien      | Precura Antwerpen          | 3     | 3           | 11:10 | 9      | 1–3         | --              | 3–1       | 3–0       |
| 3                      | Osterreich   | Hypo Tirol Innsbruck       | 2     | 4           | 8:13  | 6      | 0–3         | 3–1             | --        | 3–0       |
| 4                      | Tschechien   | Jihostroj České Budějovice | 1     | 5           | 4:18  | 3      | 1–3         | 0–3             | 3–1       | --        |
| Gruppe G               |              |                            |       |             |       |        |             |                 |           |           |
| #                      | Team         | Team                       | Siege | Niederlagen | Sätze | Punkte | Perugia     | Ankara          | Tours     | Maaseik   |
| 1                      | Italien      | Sir Safety Perugia         | 5     | 1           | 16:6  | 14     | --          | 3–1             | 3–0       | 3–0       |
| 2                      | Turkei       | Halkbank Ankara            | 5     | 1           | 16:9  | 14     | 3–1         | --              | 3–1       | 3–1       |
| 3                      | Frankreich   | Tours VB                   | 1     | 5           | 9:15  | 5      | 2–3         | 1–3             | --        | 3–0       |
| 4                      | Belgien      | Noliko Maaseik             | 1     | 5           | 6:17  | 3      | 0–3         | 2–3             | 3–2       | --        |

## Play-offs
Die Spiele fanden vom 10. Februar bis zum 12. März statt.
| Play-off 12         | Play-off 12           | Play-off 12 | Play-off 12 |
| ------------------- | --------------------- | ----------- | ----------- |
| VfB Friedrichshafen | Resovia Rzeszów       | 2:3         | 1:3         |
| Tomis Constanța     | Lokomotiv Nowosibirsk | 0:3         | 0:3         |
| Jastrzębski Węgiel  | Sir Safety Perugia    | 2:3         | 0:3         |
| Lube Macerata       | Skra Bełchatów        | 0:3         | 1:3         |
| Pallavolo Piacenza  | Zenit-Kasan           | 0:3         | 2:3         |
| Halkbank Ankara     | Lokomotiv-Belogorje   | 3:1         | 1:3         |

| Play-off 6            | Play-off 6         | Play-off 6 | Play-off 6 |
| --------------------- | ------------------ | ---------- | ---------- |
| Lokomotiv Nowosibirsk | Resovia Rzeszów    | 1:3        | 3:2        |
| Skra Bełchatów        | Sir Safety Perugia | 2:3        | 3:1        |
| Zenit-Kasan           | Halkbank Ankara    | 3:0        | 2:3        |

## Final Four
Beim Final Four am 28. und 29. März in Berlin spielten die Berlin Recycling Volleys, welche nach dem Abschluss der Gruppenspiele von der CEV bestimmt wurden, gegen die drei in den Play-offs qualifizierten Mannschaften.

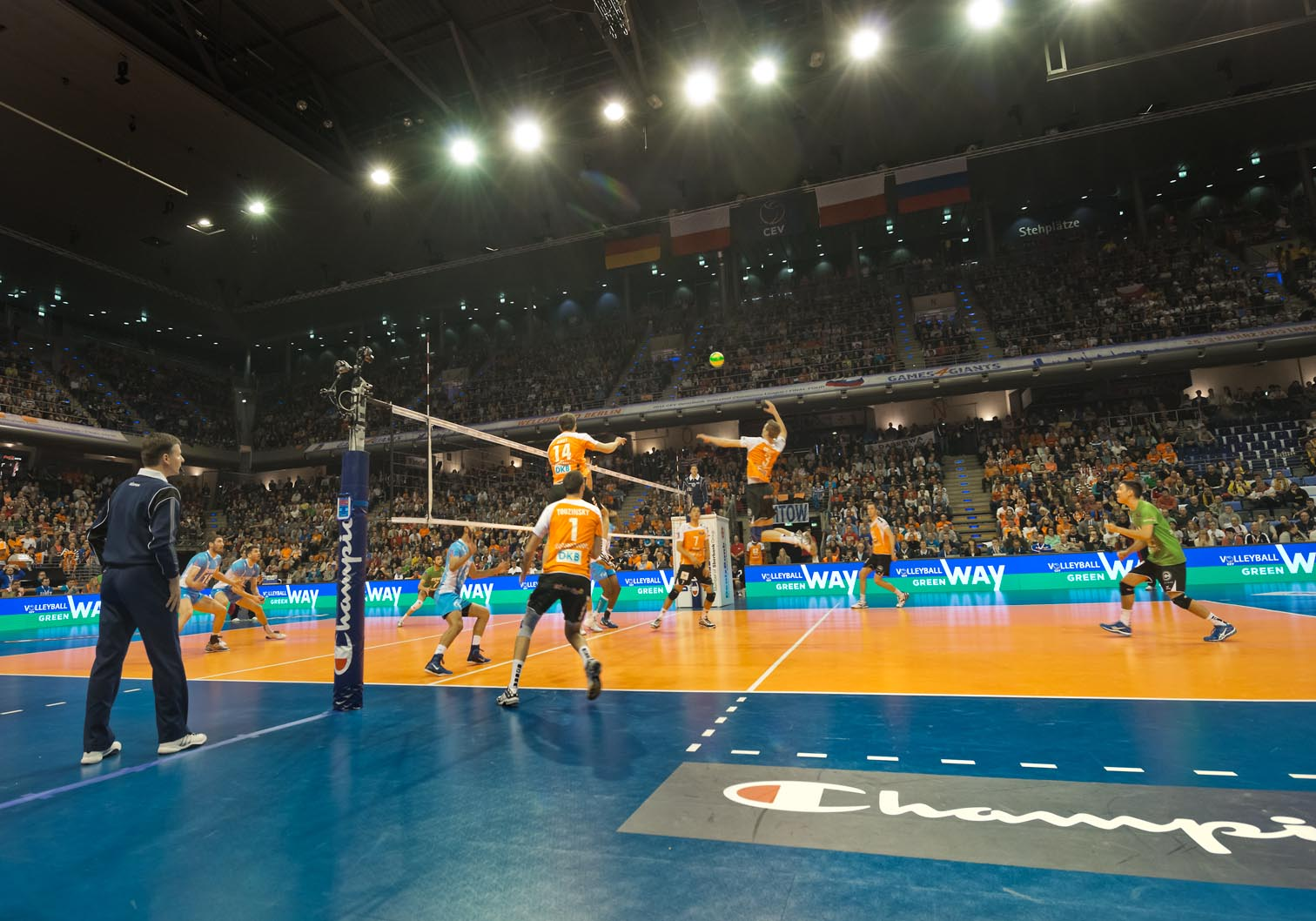
Halbfinale Berlin vs. Kasan 1:3

|  | Halbfinale               | Halbfinale      |                          |   | Finale   | Finale   |
|  |                          |                 |                          |   |          |          |
|  | Berlin Recycling Volleys | 1               |                          |   |          |          |
|  | Zenit-Kasan              | 3               |                          |   |          |          |
|  | 28. März                 |                 |                          |   |          |          |
|  |                          |                 | 29. März                 |   |          |          |
|  | Zenit-Kasan              | 3               |                          |   |          |          |
|  |                          | Resovia Rzeszów | 0                        |   |          |          |
|  |                          |                 |                          |   |          |          |
|  | Spiel um Platz 3         |                 |                          |   |          |          |
|  | 28. März                 | 28. März        | Berlin Recycling Volleys | 3 |          |          |
|  | Resovia Rzeszów          | 3               | Skra Bełchatów           | 2 |          |          |
|  | Skra Bełchatów           | 0               |                          |   | 29. März | 29. März |